# Stamura (nome)
Stamura  è un nome proprio di persona italiano femminile.

## Varianti
- Femminili: Stamira[2]

## Origine e diffusione

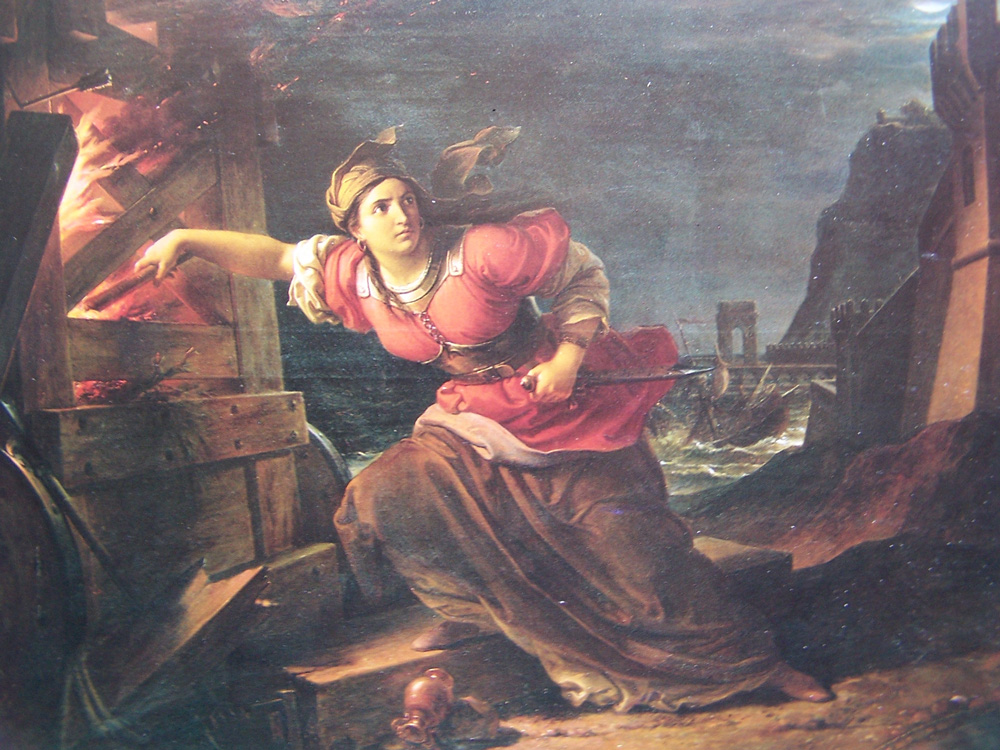
Stamira in un dipinto di Francesco Podesti

Riprende il nome di Stamira o Stamura, l'eroina che, nel XII secolo, salvò Ancona assediata da Federico Barbarossa. È accentrato nelle Marche, con il resto delle occorrenze disperso in Romagna, Lazio e Abruzzo, e nel resto del Centro.
L'origine del nome è incerta; secondo alcune fonti, l'etimologia è slava, dalle radici stan ("stare in alto") e mir ("pace"), entrambe assai comuni nell'onomastica slava; altre fonti ipotizzano un'origine bizantina, ormai indecifrabile.

## Onomastico
Il nome è adespota, ovvero non è portato da alcuna santa, quindi l'onomastico ricade il 1º novembre, giorno di Ognissanti.

## Persone
- Stamira o Stamura, eroina anconetana